# Алиса (язык программирования)
Alice — свободный и открытый объектно-ориентированный учебный язык программирования с интегрированной средой разработки (IDE). Написан на Java. Alice использует функции drag-and-drop для создания компьютерной анимации с использованием 3D-моделей. Программное обеспечение было создано в Виргинском университете в 1994 г., с 1997 г. разрабатывается в Университете Карнеги-Меллона, исследовательскую группу возглавлял Рэнди Пауш.
Текущая версия Alice (версия 3.9) работает на платформах Microsoft Windows, Mac и Linux.

## Назначение
Язык был разработан для решения трёх основных задач в образовательных программах:
1. В большинство промышленных языков программирования вносится дополнительная сложность. Язык Alice предназначен исключительно для обучения программированию. Он может быть использован при работе с 3D-интерфейсом пользователя. У пользователя есть возможность программировать при помощи стрелок и других элементов, называемых «контролами».
2. Объединение с IDE. Нет необходимости запоминать синтаксис. Alice полностью поддерживает объектно-ориентированное программирование, событийно-ориентированное программирование.
3. Направленность на конкретный слой населения, который, как правило, не использует компьютерное программирование. Пример: ученицы среднего школьного возраста (путём поощрения создания историй). В отличие от большинства других языков программирования, которые предназначены для вычислений, Alice может легко использоваться простым пользователем.

Alice 3 распространяется под открытой лицензией, допускающей использование, изменение и распространение исходного кода как с модификациями, так и без них..

## Исследования
В исследованиях в колледже Итаки(англ. Ithaca College) и университете Св. Иосифа(англ. Saint Joseph's University) наблюдали за студентами без опыта программирования, которые впервые изучали курс «Компьютерные науки». Их средняя успеваемость улучшилась с C до B, усвоение информации увеличилось с 47% до 88%.
Во втором исследовании, проведенном в Университете Карнеги-Меллона, студенты, впервые изучавшие информатику с использованием метода опосредованного переноса, который был применен при переходе с Alice 3 на Java, набрали в среднем 84,96% и 81,52% баллов за два семестра тестирования этого подхода, по сравнению со средним показателем в 60,8% до использования метода опосредованного переноса.

## Версии
В  версии 3.0 Electronic Arts включила персонажей из игры The Sims 2. Осенью 2008 года была выпущена тестовая альфа-версия, которая весной 2009 года будет заменена бета-версией. Окончательный выпуск версии планировался летом 2009. На случай, если график тестирования будет сорван, был предусмотрен выпуск неограниченной публичной бета-версии до осени 2009 года. В дальнейшем Sun Microsystems обещала оказывать помощь в глобализации Alice.

### Storytelling Alice
Один из вариантов языка Alice 2.0 называется "Storytelling Alice" (рус. Рассказывающая истории Алиса). Он был создан Кетлин Келлер (англ. Caitlin Kelleher) для её докторской диссертации. Версия языка включает в себя три основных различия:
1. Высокоуровневая анимация. Позволяет пользователям программировать социальные взаимодействия между персонажами.
2. Учебник на основе рассказа. Знакомит пользователей с программированием через создание сюжета.
3. Галерея 3D-персонажей и декорации с пользовательской анимацией. Позволяет «оживлять» идеи истории.

Исследование, проведённое среди учениц средней школы в США, продемонстрировало значительное повышение интереса к программированию без изменения содержания учебной программы. Увеличение времени занятия программированием составило 42%, дополнительную работу выполнило в 3 раза больше студентов по сравнению с обычным языком Generic Alice.